# 로베르 피레스
로베르 에마뉘엘 피레스(프랑스어: Robert Emmanuel Pirès, 1973년 10월 29일 ~ )는 프랑스의 전 축구 선수이다.

## 선수 경력
포르투갈인 아버지와 스페인인 어머니 사이에서 태어났다. 정확한 패스와 슈팅 능력이 돋보이던 로베르 피레스는 FC 바르셀로나로 떠난 마르크 오버르마르스의 공백을 메우기 위해 2000년 여름, 프리미어리그의 아스널 FC로 이적하여 왔다.
기술적인 돌파는 물론 공격과 수비 양면에 걸쳐 크게 공헌하며 팀의 중심으로 자리매김한 피레스는 어느덧 프리미어쉽 최고의 미드필더 중 한 명으로 평가 받기에 이르렀다. 아스널에서의 상승세와 함께 프랑스 대표팀 중원의 핵으로 자리잡기도 하였지만, 부상으로 2002년 FIFA 월드컵에 출전하지 못했다. 이후에는 레몽 도메네크 감독과의 불화로 국가대표팀에 선발되지 못했다.
또한 로베르 피레스는 섬세한 플레이에 매우 능하며 지능적으로 경기를 풀어가는 능력 또한 돋보인다. 2006년 여름 자유 계약 신분으로 스페인의 비야레알 CF에 입단하여 팀의 UEFA 챔피언스리그 진출 등에 공헌하다.
이후 4년간의 스페인 생활을 청산하고 2010년 11월 18일 자유 계약 신분으로 애스턴 빌라 FC로 이적하면서 다시 잉글랜드로 돌아오게 되었다. 애스턴 빌라에서 1시즌 간 활약한 뒤에 선수 생활에서 은퇴했다.
그러나 3년만인 2014년 인도의 FC 고아에서 뛰게 되면서 다시 선수 생활에 복귀하게 되었다.

## 국가대표 경력
- 1996 하계 올림픽
- 1998 FIFA 월드컵
- 2000 UEFA 유로
- 2001 FIFA 컨페더레이션스컵
- 2003 FIFA 컨페더레이션스컵

## 경력

#### 메츠
- 쿠프 드 라 리그 : 1995-96

#### 아스날
- 프리미어리그 : 2001-02, 2003-04
- FA컵 : 2002-03, 2004-05

#### 프랑스
- FIFA 월드컵 : 1998
- UEFA 유로 : 2000
- FIFA 컨페더레이션스컵 : 2001, 2003

### 개인
- 디비시옹 1 올해의 영플레이어 : 1995-96
- FWA 올해의 선수 : 2001-02
- PFA 올해의 팀 : 2001-02, 2002-03, 2003-04
- FIFA 컨페더레이션스컵 골든볼 : 2001
- FIFA 컨페더레이션스컵 득점왕 : 2001
- 프리미어리그 이 달의 선수 : 2003년 2월
- 아스날 올해의 선수 : 2001-02
- FIFA 100 : 2004
- UNFP 20주년 특별상 : 2011
- 레지옹 도뇌르 : 1998